# Kuglestød (atletik)
Kuglestød er en atletik-disciplin hvor det gælder om at støde en kugle så langt som muligt. Kuglestøderen står i en cirkel med en diameter på 2,13 m., hvorfra atleten skal støde en 7,26 kg tung kugle. For kvinder vejer kuglen 4 kg. Det er imod reglerne at kaste kuglen; den skal stødes med en skubbende bevægelse.